# Улица Рериха (Санкт-Петербург)
Улица Ре́риха — короткая улица в Калининском районе Санкт-Петербурга. Официально примыкает к улице Обручевых и является тупиковой, однако фактически доходит до Гжатской улицы. Название в честь художника Николая Рериха присвоено 29 декабря 2017 года, несмотря на протесты со стороны поклонников творчества художника.

## История
Безымянный проезд, позднее названный улицей Рериха, сформировался в ходе постепенной застройки квартала промышленной зоны, ограниченного Гжатской улицей, улицей Гидротехников, улицей Обручевых и проспектом Науки во второй половине XX века. В апреле 2016 года Топонимическая комиссия Санкт-Петербурга предложила присвоить проезду имя художника, действительного члена Императорской Академии художеств Николая Рериха, училище имени которого расположено неподалёку, назвав его Рериховская улица. Это, согласно выводам комиссии, также продолжало традицию именования улиц Гражданки в честь деятелей науки и культуры. В ходе заседания комиссии 25 апреля предложенное название было решено изменить на Улица Рериха; при этом один из членов комиссии, Борис Кириков, высказался против переименования вообще.
Предложенное переименование расположенного в промышленной зоне 100-метрового тупика, который только планировалось официально продлить до Гжатской улицы, не нашло поддержки у части активистов и поклонников творчества художника, которые посчитали небольшой проезд в промзоне «не соответствующим масштабу личности художника». В адрес губернатора Санкт-Петербурга Георгия Полтавченко ими было направлено обращение с просьбой пересмотреть решение и присвоить имя живописца какой-то более крупной улице. Обращение было оставлено без ответа, и 29 декабря 2017 года губернаторским указом проезду официально было присвоено название улица Рериха. К концу января 2018 года новое название отобразилось в картографическом сервисе «Яндекс Карты».

## География
Улица Рериха расположена в Калининском районе Санкт-Петербурга и ориентирована с запада на восток. Официально её длина составляет чуть более 500 метров и она является тупиковой; в то же время дорога в перспективе улицы продолжается до Гжатской улицы, соответствующий участок которой, однако, юридически в состав Гжатской улицы также не входит, несмотря на присвоение домам жилого комплекса «Орбита» адреса по этой улице. На сайте Топонимической комиссии улица обозначена как идущая от улицы Обручевых до Гжатской.
На улицу выходит один из корпусов жилого комплекса «Дом на Обручевых», остальные постройки нежилые, не выше 2 этажей.